# Nordvargr

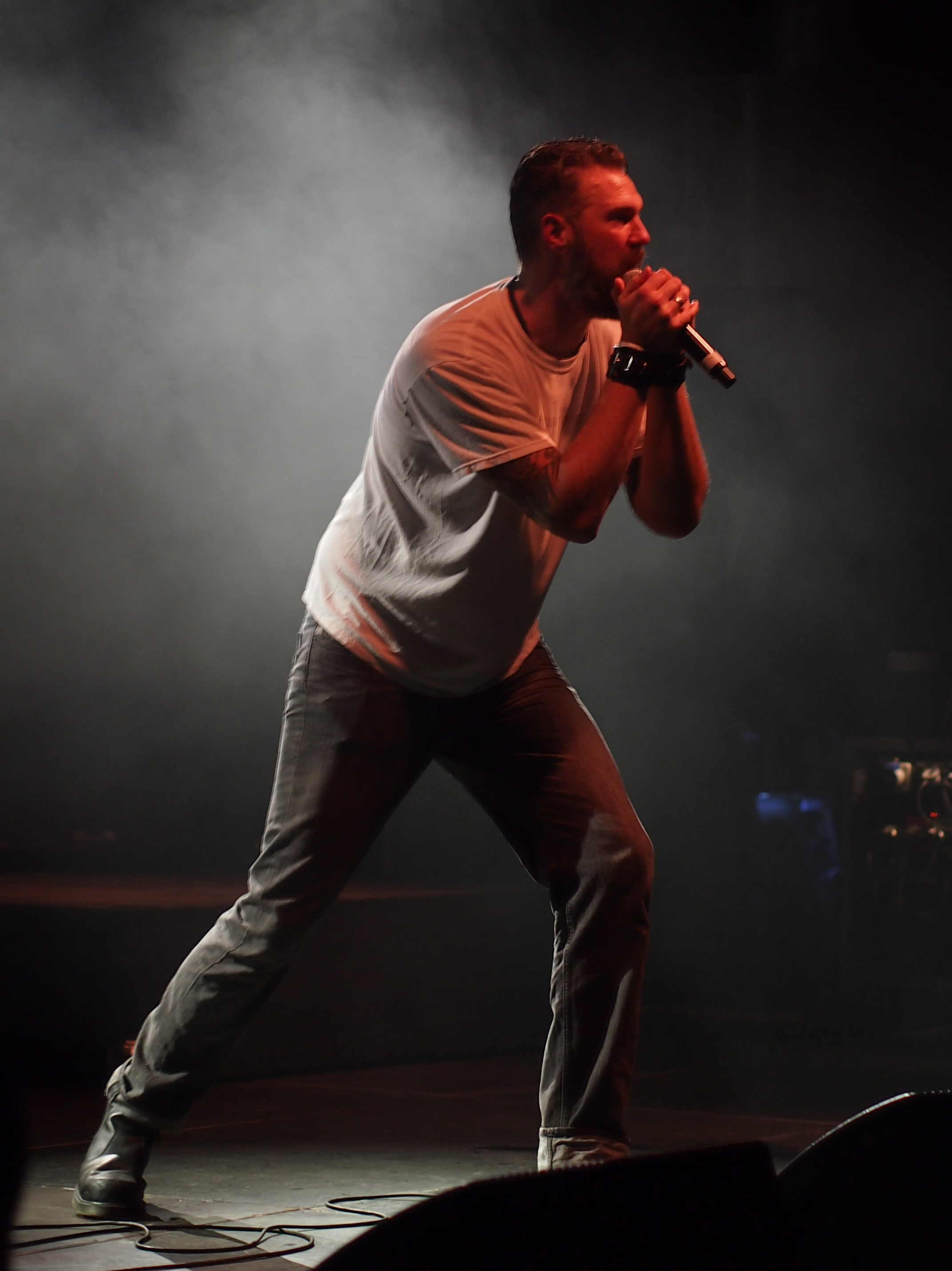
Nordvargr mit Poupée Fabrikk auf dem E-tropolis 2014

Nordvargr ist das Pseudonym des schwedischen Musikers Henrik Björkk. Björkk ist in zahlreichen Bands und Projekten aktiv, die meist dem Industrial- oder dem Black-Metal-Bereich zuzuordnen sind. Seine bekanntesten Band- bzw. Soloprojekte sind MZ. 412 (Maschinenzimmer 412), Folkstorm und Toroidh. Außerdem wirkt bzw. wirkte er unter anderem bei Forgotten Tomb, Naer Mataron und der EBM-Band Pouppée Fabrikk mit und leitet das Plattenlabel 205 Recordings.
Ein bewusstes Interesse an Musik entwickelte Nordvargr in den 1970er Jahren, nachdem er auf die Band KISS stieß, von der er insbesondere aufgrund ihres Auftretens fasziniert war. Er interessierte sich hauptsächlich für die Metal-Szene, bis er die elektronische Band Kraftwerk entdeckte, deren roboterhafter Gesang und maschinelle Beats sein Musikbild maßgeblich veränderten. Mit 16 oder 17 Jahren kaufte er sich seinen ersten Synthesizer (Roland SH-101); zu der Zeit begann er, sich für Bands wie DAF und Front 242 zu interessieren und wollte ähnliche Musik machen, was dazu führte, dass er mit Freunden die EBM-Band Pouppée Fabrikk gründete, mit der er erste Erfolge hatte.

## Inhalte
Inhaltlich beschäftigt sich Nordvargr v. a. mit dem Zweiten Weltkrieg (es werden immer wieder diverse Sprachsamples und Bilder verwendet) und Totalitarismus, ebenso wie mit Satanismus (Infernal Affairs von MZ. 412 erschien am 6. Juni 2006, ein Spiel mit der Symbolik der Zahl 666).
Zum Thema Satanismus bzw. kontroverse Inhalte sagt Nordvargrs Bandkollege Drakhon: „It is not our aim to tell people what is wrong or what is right in the world. We are not the ones who improve the world, or the ones who imply that everybody should convert to Satanism or some other useful philosophy. It is, however, important to get people’s attention and to point out the rotten carcasses in our society. In that respect, I believe that MZ412 always have been down to the point. […] If someone decides to burn up a church or just meditate to our music, it is, indeed, up to him or her.“ Nordvargr bezeichnete den Satanismus als eine natürliche Lebensart, während dies beim Christentum nicht der Fall sei.
Nordvargr selbst, gefragt was Satanismus für ihn bedeute, erklärte: „Das ist eine philosophische Sache... Wir versuchen frei von christlichen Werten und christlicher Moral zu sein. Wir verwirklichen uns selbst als Meister unserer eigenen Realität und darum formen wir sie unserem Willen gemäß.“
Zu politischen oder scheinbar politischen Statements, wie sie oft von Industrial-Bands, so auch von Nordvargr, verwendet werden, sagt er: „As long as his personal views doesn’t affect the music all too much, it doesn’t matter. But music should not be propaganda... besides, I think most people are intelligent enough to not change political views after listening to music - that is something that comes from the values and morals you have been learnt growing up.“ Ähnlich äußerte sich auch sein Bandkollege Drakhon. Auch meint Nordvargr, seine Faszination für den Zweiten Weltkrieg und das nationalsozialistische Deutschland seien nicht politisch motiviert; allerdings positioniert Kaiadas sich selbst und die Band Naer Mataron, in der auch Nordvargr mitwirkt, im NSBM-Umfeld, und auch Forgotten Tomb geriet in die Kritik antifaschistischer Kreise.

## Projekte

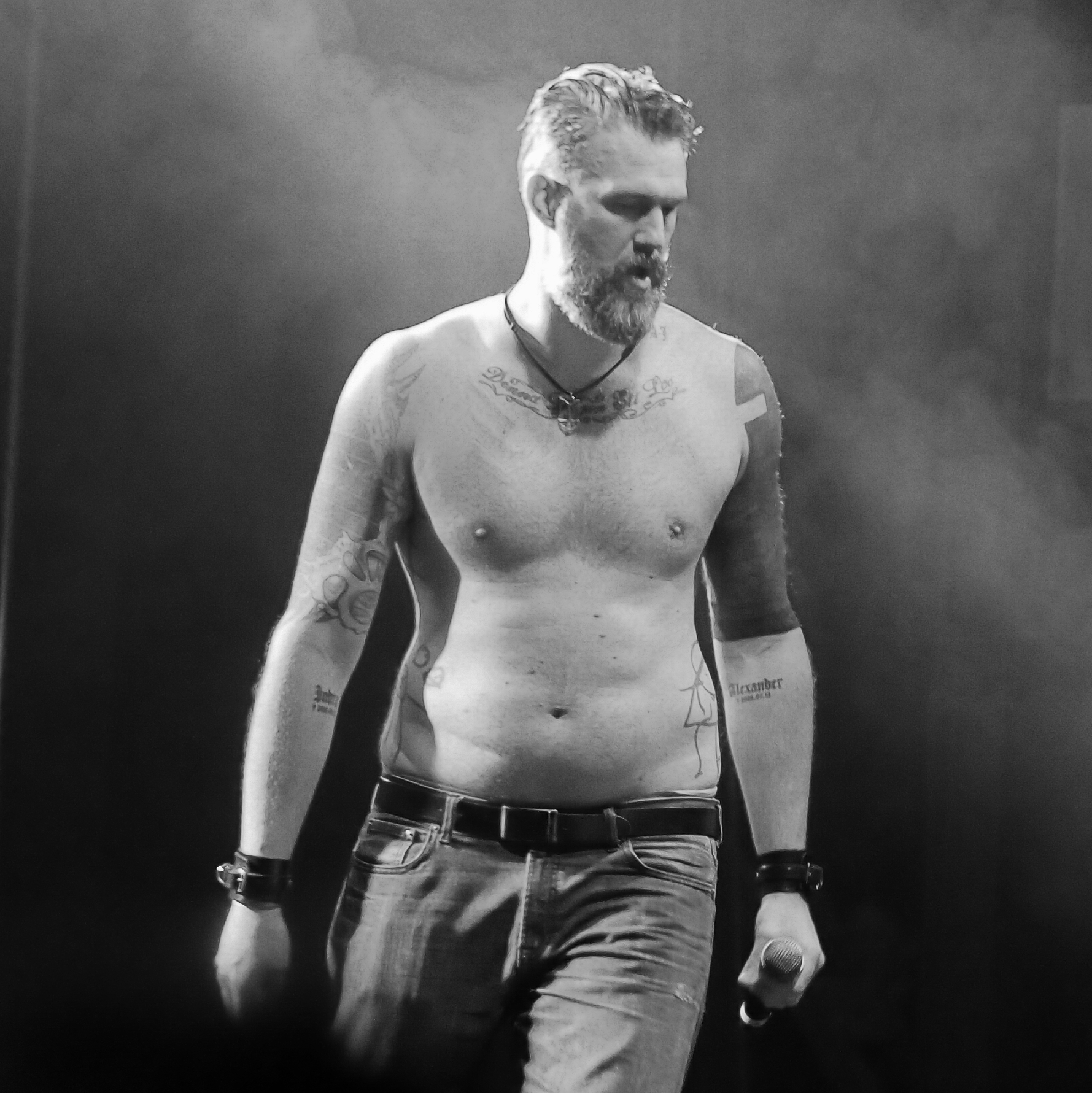
Nordvargr mit Poupée Fabrikk auf dem E-Tropolis 2014

Nordvargrs Herangehensweise an die Kompositionen hängt vom Projekt ab, mit dem er arbeitet: Während Hydra Head 9 auf Improvisation basiert, ist Toroidh in der Regel sehr durchdacht. Den Klang seiner industrial-orientierten Veröffentlichungen bezeichnete das Ikonen-Magazin als „meist drone-dominierten Output“, der von Dark Ambient, Death Industrial und Power Electronics gekennzeichnet ist.

### MZ. 412
Maschinenzimmer 412 wurde 1988 gegründet und unterschrieb noch im selben Jahr beim bekannten Label Cold Meat Industry, das bisher alle Alben der Band herausgebracht hat. Nach einer Schaffenspause wegen fehlender Inspiration und des Ausstiegs mehrerer Gründungsmitglieder wurde die Band 1995 als MZ. 412 reanimiert: „Als es einige Umbesetzungen innerhalb der Band gab und sich außerdem zum Teil die Art unseres Ausdrucks änderte, wollten wir das auch in unserem Namen deutlich machen. Das hat etwas mit Wiedergeburt zu tun...“ Mit seiner ältesten Band (gegründet 1988) spielt Nordvargr Death Industrial bzw. Ritual Industrial, die Musik wird oftmals auch als „Black Industrial“ bezeichnet. Als Bandmitglieder werden genannt: Henrik Nordvargr Björkk, Jonas Drakhon Aneheim and Jouni Ulvtharm Ollila. Im Ablaze wurde die Musik als „dunkel, böse und elektronisch mit satanischen Untertönen“ und als „Muß für düstere unheilige Rituale“ beschrieben. Diese Band war phasenweise stark vom Black Metal und dessen Ästhetik beeinflusst, u. a. zeigt sich dies an einem Coverfoto einer brennenden Kirche auf dem Cover von Burning the Temple of God, Black-Metal-Gitarrensound auf demselben Album und dem Auftreten der Bandmitglieder mit Corpsepaint, Nieten- und Nagelarmbändern. Auf Infernal Affairs allerdings sind die Black-Metal-Anleihen bedeutend schwächer. MZ. 412 gilt als „das Herzstück seines Schaffens, auch wenn es vielleicht eine etwas direktere Fortsetzung in Folkstorm fand und einen kleinen Bruder mit Goatvargr bekam“.

### Folkstorm
Folkstorm ist ein inzwischen eingestelltes Soloprojekt innerhalb der Genres Noise bzw. Power Electronics, das unter dem Namen Volkssturm gegründet wurde. Im Ikonen-Magazin wurde es als eine etwas direktere Fortsetzung von MZ. 412 bezeichnet, auch Nordvargr selbst sieht es als verzerrte, lärmige Version von MZ. 412:„Ich begann mit Folkstorm, weil ich etwas Ähnliches machen wollte, aber anders als bei MZ.412. Ich experimentierte mit verschiedenen Aufnahmetechniken und Tonquellen, um einen ungeschliffenen, dreckigeren Sound zu erhalten. Folkstorm existiert jetzt nicht mehr, aber es gibt noch eine Menge Material, das bis heute noch nicht veröffentlicht wurde. Eigentlich war Folkstorm eine Ein-Mann-Band, aber manchmal halfen Ulvtharm und Mrs Nordvargr aus. Den Namen wählte ich, weil Folkstorm gut klingt. Es ist ein sehr rohes und kraftvolles Wort.“ Laut Nordvargr ist es kein politisches Projekt, aber sehr explizit, extrem und vom Krieg beeinflusst.

### Toroidh
Ebenfalls ein Soloprojekt, dessen Musik sich zwischen den Bereichen Ambient und Folk bewegt, bzw. laut Selbstaussage Ambient/Martial/Folk.

### Weitere Projekte
- Econocon
- Goatvargr
- Henrik Nordvargr Björkk (teilweise auch nur mit Nordvargr bezeichnet)
- Hentai vs Nordvargr
- Hydra Head 9
- Incinerator International
- L/A/B
- Muskel
- Thee Maldoror Kollective
- Körperwelten (zusammen mit Leech von Navicon Torture Technologies)
- Vargr
- Marvargr

## Diskografie

### Pouppée Fabrikk
- 1989: Die Jugend/Depressiva the Voyage (Split-7" mit Ater Koma, Cock Productions)
- 1990: Rage (Energy)
- 1990: Summoning (Energy, Last Chance Records)
- 1991: Portent (Energy Rekords)
- 1992: Betrayal (Energy Rekords)
- 1992: Crusader (Energy Rekords)
- 1993: I Want Candy (Energy Rekords)
- 1994: We Have Come to Drop Bombs (Energy Rekords)
- 1998: Djävulen (Energy Rekords)
- 1999: Your Pain – Our Gain (Energy Rekords)
- 2013: The Dirt (Alfa Matrix)

### MZ. 412
- 1989 (als Maschinenzimmer 412): Malfeitor (Cold Meat Industry)
- 1990 (als Maschinenzimmer 412): Macht durch Stimme (Dark Vinyl Records)
- 1995 (als MZ.412): In Nomine Dei Nostri Satanas Luciferi Excelsi (Cold Meat Industry)
- 1996 (als MZ.412): Burning the Temple of God (Cold Meat Industry)
- 1999 (als MZ.412): Nordik Battle Signs (Cold Meat Industry)
- 2000 (als MZ.412): Legion Ultra (7", Cold Meat Industry)
- 2000 (als MZ.412): Domine Rex Inferum (Cold Meat Industry)
- 2003 (als MZ.412): Steel Night 29.11.01 (Live-Split-Box mit Folkstorm, Cold Spring Records)
- 2004 (als MZ.412): Live Ceremony (Split mit Folkstorm, Pagan Dance)
- 2006 (als MZ.412): Infernal Affairs (Cold Meat Industry)
- 2010 (als MZ.412): Live Action / Voodoo Bumble Bee (Split mit Column One und Idpa, Tourette)

### Folkstorm
- 1999: Information Blitzkrieg (Old Europa Café)
- 2000: Hurtmusic (Old Europa Café)
- 2000: Hate Song / These Are the Days (L.S.D. Organisation)
- 2000: Victory or Death (Cold Spring Records)
- 2001: Noisient (10", Old Europa Café)
- 2001: Folkstorm vs. Goat (Split-Single mit Goat, Philosophy Shop)
- 2001: Archive Series Volume 1
- 2001: Archive Series Volume 2
- 2001: Archive Series Volume 3
- 2002: For the Love of Hate (Cold Meat Industry)
- 2003: Steel Night 29.11.01 (Live-Split-Box mit MZ.412, Cold Spring Records)
- 2004: Live Ceremony (Split mit MZ.412, Pagan Dance)
- 2004: Sweden (Cold Spring Records)
- 2005: Folkmusik (Old Europa Café)
- 2006: Folksound (Radical Matters)
- 2008: The Folkstormish Box (The Forgotten Tapes : Archive Series 4 1997–2000) Super Special Edition (CD-Box, Old Europa Café)
- 2008: The Forgotten Tapes (Archive Series 4 1997–2000) (Old Europa Café)
- 2009: Ortodox (Old Europa Café)

### Econocon
- 2000: Business Solutions for the Active Terrorist (Old Europa Cafe)

### Toroidh
- 2001: Europe is Dead (205 Recordings)
- 2001: Europe Is Dead.6.Extended (Christcrusher Productions)
- 2001: Toroidh Box (Box, 205 Recordings)
- 2001: Those Who Do Not Remember the Past Are Condemned to Repeat It (205 Recordings)
- 2002: The Return of Yesterday (Split-10" mit Solaris, Eldritch Music)
- 2003: Testament (205 Recordings)
- 2003: Start Over (Neuropa Records)
- 2003: For the Fallen Ones (Eternal Soul Records)
- 2004: United in Blood (Split mit Arditi, Neuropa Records)
- 2004: Offensiv! (Eternal Soul Records)
- 2006: Torosound (Radical Matters)
- 2006: European Trilogy (Box, War Office Propaganda)
- 2006: The Final Testament (Eternal Pride Productions)
- 2007: Toroidh (Single, Neuropa Records)
- 2007: Segervittring (Neuropa Records)
- 2009: Eine kleine Marschmusik (205 Recordings)

### Henrik Nordvargr Björkk
- 2002 (als Nordvargr): Enter Nordvargr (Old Europa Café)
- 2002 (als Nordvargr): Awaken (Eibon Records, Code666)
- 2002 (als Nordvargr): Cold Void of Nothing (Split mit Drakh, Fluttering Dragon)
- 2003 (als Henrik Nordvargr Björkk): On Broken Wings Towards Victory (Old Europa Café)
- 2003 (als Henrik Nordvargr Björkk): Sleep Therapy (CD-Box, Old Europa Café)
- 2003 (als Nordvargr): Northern Dark Supremacy (Split mit Drakh, L.S.D. Organisation)
- 2003 (als Nordvargr): Rektal_dist 1.4 (PACrec, Troniks)
- 2004 (als Henrik N. Björkk): I End Forever (Horch!)
- 2004 (als Nordvargr): Partikel (Split mit Merzbow, Cold Spring Records)
- 2004 (als Nordvargr): Infinitas in Aeternum (Split mit Drakh, Cyclic Law)
- 2005 (als Nordvargr): Enter Nordvargr 2 (Download-Album)
- 2005 (als Henrik Nordvargr Björkk): The Dead Never Sleep (Old Europa Café)
- 2005 (als Henrik Nordvargr Björkk): Vitagen (Essence Music)
- 2005 (als Henrik Nordvargr Björkk): Four Studies for a Human Portrait (Split mit Contagious Orgasm, Hentai und Lasse Marhaug, Vital)
- 2006 (als Nordvargr): Semen (Split mit Hentai, Vital)
- 2006 (als Nordvargr): Nordsounds (Radical Matters)
- 2006 (als Henrik Nordvargr Björkk in Zusammenarbeit mit Beyond Sensory Experience): Hypergenome666 (Split mit Kenji Siratori, Old Europa Café)
- 2007 (als Nordvargr): Partikel II (Split mit Merzbow, Cold Spring Records)
- 2007 (als Nordvargr): In Oceans Abandoned by Life I Drown... To Live Again as a Servant of Darkness (Essence Music)
- 2007 (als Nordvargr): For The Blood Is the Life (Old Europa Café)
- 2007 (als Nordvargr): The Betrayal of Light (Split mit Drakh, tUMULt)
- 2008 (als Nordvargr): Dronevessel (Small Doses)
- 2008 (als Nordvargr): Helvete (Eternal Pride Productions)
- 2008 (als Nordvargr): Interstellar (Beast of Prey)
- 2008 (als Nordvargr): Pyrrhula (Cold Spring Records)
- 2008 (als Nordvargr): The Less You Know, the Better (Split mit Drakh und Klier, Old Europa Café)
- 2009 (als Nordvargr): Evolution (Old Europa Café)
- 2009 (als Nordvargr): Untitled Navigations I (Beast of Prey)
- 2009 (als Nordvargr): Live Awakening (205 Recordings)
- 2009 (als Nordvargr): Interstellar 2 (205 Recordings)
- 2009 (als Nordvargr): Enter Nordvargr 2 (205 Recordings)
- 2009 (als Nordvargr): Avart – Music For Movement: The Complete Sessions (205 Recordings)
- 2009 (als Henrik Nordvargr Björkk): Resignation 2 (205 Recordings)
- 2010 (als Henrik Nordvargr Björkk): A Wilderness of Cloades (Split mit Surachai, Old Europa Café)

### Thee Maldoror Kollective
- 2002: New Era Vital Order (Code666)
- 2004: A Clockwork Highway (Code666)
- 2005: 23 Miles Back on the Clockwork Highway (Beyond Productions)

### Hydra Head 9
- 2002: Power Display (Old Europa Café)
- 2002: Kod (Old Europa Café)
- 2004: Heat (Old Europa Café)

### Muskel
- 2003: Seven Days of Pain (Black Plagve)

### Naer Mataron
- 2003: River at Dash Scalding (Black Lotus)
- 2005: Discipline Manifesto (Black Lotus)
- 2006: Aghivasiin or Lessons on How to Defeat Death (Anti-Xtian Terror)
- 2007: Praetorians (Season of Mist)

### Incinerator International
- 2004: Head On (Old Europa Cafe)

### L/A/B
- 2004: Psychoacoustics (Ground Fault)

### Goatvargr
- 2006: Goatvargr (Cold Spring Records)
- 2010: II – Black Snow Epoch (Cold Spring Records)

### Vargr
- 2007: Wehrmacht Satanas (Eternal Pride Productions)
- 2007: Northern Black Supremacy (Eternal Pride Productions)
- 2008: The Twice High Holy Secret of Constant Generation (205 Recordings)
- 2008: Storm of Northern Evil (Total Holocaust Records)
- 2009: Orsic Descending (205 Recordings)
- 2009: Ave Maria (205 Recordings)
- 2009: Orsic Descending / Ave Maria (205 Recordings)
- 2009: The Maria Orsic Trilogy (205 Recordings)
- 2009: Aldebaran (205 Recordings)
- 2010: Armatus / Vargr (Split-Single mit Armatus, Werewolf Records)

### Marvargr
- 2007: Likstank (205 Recordings)

### Körperwelten
- 2008: Avatars of Rape and Rage

### Arditi
- 2008: Omne Ensis Impera

### Resignation
- 2009: 1897 (205 Recordings)

### All Hail the Transcending Ghost
- 2009: All Hail the Transcending Ghost (Cold Spring)